# 서양의 사상
서양의 사상은 지금까지 많은 도전을 받았고, 자체 내에서 깊은 반성이 일어나고 있음에도 불구하고, 어쨌든 아직도 현대 사상의 주역으로 군림하고 있다. 즉 서양인들의 역사와 생활 속에서 형성된 그들의 사상은 19세기부터 동방으로 진출하여 일시에 동양 사상을 위압한 채 자기들의 사상만으로 문제를 해결하고자 하여, 그 결과가 인간의 자기 소외(自己疏外), 물질문명의 만개(滿開) 등으로 나타나고 있는 것이다. 이것에 대한 평가는 어찌 되었든 그들의 사상이 이미 상당히 한국 속에 침투하여 한국인의 사고에 큰 영향을 끼치고 있는 것이 사실이라면, 한국인로서는 앞으로 동서양이 하나가 되는 새로운 시대에 한국인의 문제를 효과적으로 해결하기 위해서라도 그들 사상의 유래와 진수를 다시 한번 진지하게 검토해 볼 필요가 있을 것이다.
서양 사상의 연원은 그리스 사상(헬레니즘)과 유대－기독교 사상(헤브라이즘)이다. 전자는 폴리스를 배경으로 한 자유로운 시민 사이에서, 후자는 광막한 사막 지대를 배경으로 한 수난의 유목민 사이에서 각각 발원하여 처음에는 한 사회, 한 민족의 사상이던 것이 점차로 그 심도(深度)와 진폭(振幅)이 확대됨에 따라 지중해 연안의 통일된 고대 사회 속에서 합류하게 되었다. 
전사(戰士)의 공동체로서의 폴리스와 그들의 자각적(自覺的)인 연맹·단결 속에서 그리스인은 개인의 자각적·목적적인 의지나 자유를 익히게 되었고, 합리적인 이성이 인간 생활의 가장 중요한 본령(本領)임을 인식하게 되었다. 이에 대하여 절망적인 자연환경과 타민족의 압박 속에서 온갖 수난을 겪고서도 민족의 통일성을 지켜온 이스라엘 사람들은 절대적인 유일신(唯一神) 신앙 속에서 구원을 기대하고, 이 신앙을 통하여 자신들의 행복이나 단결을 기원하였다. 그들은 현실 속에서의 합리적인 사고보다는 절망적인 운명을 극복해 줄 수 있는 비합리적인 신앙과 신의 구원을 선택한 것이다.
그리스인들의 사고가 자연 철학에서 인간 중심으로, 다시 개인의 행복 문제로 초점을 옮겨가고 있는 동안에 이스라엘에서는 유대교가 쇠퇴하고, 기독교가 일어나 헬레니즘 세계 속에 파급되기 시작하였다. 로마 제국 속에서 만난 이들 두 사상은 처음에는 서로 충돌·절충을 거듭하였으나, 그들이 가지고 있는 공통성 때문에 결국은 하나로 융합될 수 있었다. 즉 그리스 사상과 기독교 사상은 그들 간의 근원적인 차이에도 불구하고 다 함께 민족을 넘어선 하나의 세계, 하나의 인류를 전제로 한 것이었고, 세속적인 문제를 넘어서서, 보편적인 인간으로서의 궁극적인 행복과 구원을 과제로 한 점에서 일치하였던 것이다. 따라서 전자가 비교적 로마의 상류층에서부터, 후자가 비교적 로마의 하층민 속에서부터 퍼져나갔지만, 그들은 결국 로마 세계의 붕괴와 함께 새로운 중세 사회의 두 기둥이 될 수 있었다. 사상사상(思想史上) 그들 두 사상이 어느 때는 한쪽이 다른 쪽을 위압하기도 하고, 어느 때는 한쪽이 다른 쪽과 격렬한 대립을 일으키는 일이 있었지만, 서양 사상은 이 두 연원을 한 번도 잊은 적이 없었다.
표면상으로 기독교 사상이 그리스 사상을 위압하는 가운데 그러나 실은 내면적으로 후자를 포용하는 가운데, 중세 봉건사상이 1000년간 지속한 다음, 이번에는 후자의 전자에 대한 반발로부터 새 시대의 사상이 형성되니 이것을 근세(近世) 사상이라고 한다. 근세는 확실히 고대 그리스의 인간 중심·합리주의를 회복시켰고, 개인의 원자적(原子的)인 독립성을 더 추가하여 자유·평등·박애의 시민 민주주의를 전개하였다. 
그러나 근세라고 해서 중세를 전면 부정한 것은 아니요, 중세의 기독교 사상은 계속해서 근세 사상의 저변(底邊)에 흐르고 있었던 것이다. 왜냐하면 그들이 인간 이성의 능력을 강조하면 강조할수록 그 이성의 한계와 이성 이전의 비합리성을 인정하지 않을 수 없었고, 이미 자기들 내면에 깊이 파고든 두 사상의 갈등과 모순을 더욱 절감하게 되었기 때문이다. 그렇기 때문에 그들은 이성의 성과인 과학 문명의 발달과 시민 사회의 번영 속에서도 이성(理性)과 신앙(信仰) 간의 논쟁을 계속하지 않으면 안 되었다.
더구나 고도화된 과학 문명과 자본주의 사회의 모순과 한계가 뚜렷해지기 시작한 19세기 후반에 이르러 서양 사상은 다시 한 번 진통을 겪지 않으면 안 되었다. 일부는 이성의 합리성을 교조화하여 무신론(無神論)·유물론(唯物論)으로 발전하였고, 일부는 이성의 한계를 절감하고 비합리주의 쪽으로 발전하였으며, 일부는 근대문명 자체에 절망한 나머지 중세 기독교로의 복귀를 주장하였다.
그러나 그들이 거쳐 온 이전의 사상 전체에 실망한 일부 사람은 자기들의 위기가 서양 사상 내부의 보다 근본적인 결함에서 온다고 생각하여, 지금까지 별로 겪지 못한 전연 이질적인 동양 사상에 기대를 걸어보기도 하였다.
이들 여러 갈래의 움직임은, 20세기 후반인 지금까지도 계속되고 있는데 그 중 어느 것이 과연 타당한 길인지 아직 판명되지 않고 있다. 다만 이 단계에서 한국인이 말할 수 있는 것은 서양 사상 자체의 내적 본질이나 현대 세계의 상황으로 보아 서양 사상만으로의 전개는 많은 문제점을 드러내고 있다는 것이다. 동양 사상이 이미 오래전에 순수한 동양 사상만으로의 전개를 단념했듯이 서양 사상 역시 그들의 것만으로는 뚜렷한 진로를 찾기가 힘들 것이다. 세계가 이제 비로소 진정한 하나로 되어 가듯이 인간의 사상도 이제부터는 하나의 세계 속에서 새로 출발할 때가 다가오고 있는 것이다.

## 같이 보기
- 사상 (철학)
- 동양의 사상

### 시대별 서양 사상
- 고대의 서양 사상
- 중세의 서양 사상
- 근세의 서양 사상
- 현대의 서양 사상